# 亚洲流感
亚洲流感（英文：Asian Flu），又称1957–58年流感大流行（1957-58 Influenza pandemic），是一种于1957年2月在中华人民共和国贵州省爆发的流行性感冒，该病随后在同年传向全世界，包括新加坡、香港、美国、英国等地，疫情一直持续到1958年（甚至1959年）。亚洲流感是人類歷史上致死人數最多的流行病之一，依据世界卫生组织数据，全球约有100万-400万人死于亚洲流感。
亚洲流感是由A型流感的H2N2病毒致病（H2N2的H与N是代表病毒中的血凝素与神经氨酸酶蛋白质），该病毒被认为源自A型禽流感病毒。针对该流感的流感疫苗于1957年8月在美国首先投入使用，10月进入英国，最初数量很有限，但此后随着疫苗的大量生产疫情逐渐得到控制。亚洲流感病毒此后发生抗原转变、进化为H3N2，并在1968年至1969年间导致“香港流感”爆发，再度造成全球约100万-400万人死亡。

## 历史

### 起源
亚洲流感于1957年2月在中国贵州省首次爆发（一说1956年）。普遍认为，H2N2毒株来源于A型禽流感病毒，拥有来自后者的三个不同基因片段。中国大陆一些地区人口稠密，农民与鸡鸭等禽类接触较为频繁。而美国疾控中心则称，1957年2月新加坡最早有疫情报告。 

### 中国大陆疫情
亚洲流感是中华人民共和国建国以来出现的最严重的流感疫情。1957年3月，疫情已蔓延至整个中国大陆，包括北京。此前，世界卫生组织于1952年建立全球流感监测网络，并在1957年5月确认是新型流感病毒后，向各国发出流感大流行预警。但由于中华人民共和国当时尚未加入世卫组织，并且没有向其他国家通报疫情，因此疫情的发现和全球预警至少延迟了2个月的时间。
1957年底，第二波疫情在中国大陆北方部分省份蔓延，农村地区尤其严重，部分地区病死率达0.6%-1.0%。同年，中国政府决定成立国家流感中心，该中心于1958年编写发行了《流行性感冒手册》。

### 其他国家和地区疫情
1957年4月，香港爆发疫情；4月底（或2月），新加坡爆发疫情；5月，新加坡向世界卫生组织上报疫情，台湾、澳洲、印度等地爆发疫情；6月，美国、英国相继爆发疫情。

### 疫苗
美国微生物学家莫里斯·希勒曼所研制的疫苗，被认为成功拯救了数十万人的生命。针对该流感的流感疫苗于1957年8月在美国首先投入使用，10月进入英国。
疫苗最初数量很有限，但此后几个月内，美国生产了4000万剂流感疫苗，随着疫苗的大量生产疫情逐渐得到控制。

## 症状
亚洲流感的主要症状包括发烧、身体疼痛、发冷、喉咙痛、头痛、咳嗽、流鼻涕、虚弱、食欲丧失等等，重症并发症可导致肺炎、癫痫、心脏衰竭。多数患者为轻症，约有3%的患者出现并发症，部分患者的恢复期长达数周。

## 死亡人数
世界卫生组织估计全球约有100-400万人死于亚洲流感。该病的总体病死率约为0.3%-0.67%，也有估计低于0.2%，年长者死亡率较高。另据世卫组织估计，该病毒的基本传染数为1.5。
- 依据美国疾控中心（CDC）的数据，大约有11.6万美国人死于亚洲流感[9][22]；但也有估计为7万人左右[2][15][6] 。确诊人数约为2000万人[22]。
- 截止1958年初，英国至少有1.4万-2万人因该流感死亡，900多万确诊病例，得到治疗的有550万人；英国部分地区学校停课，经济陷入衰退[2][10][23]。
- 1957年9月-1958年4月间，联邦德国约有3万人死亡[24]。
- 1957年5月-1958年2月，印度共有约445万确诊病例，以及1098人死亡[21]。

## 后续
1959年，亚洲流感基本绝迹。但是到了1968年，H2N2发生抗原转变、成为H3N2，导致香港流感爆发、造成全球约100万-400万人死亡。此后，H2N2病毒基本灭绝，只存于世界各地的实验室内，而H3N2则成为季节性流感。
从2004年11月至2005年2月，共3700个1957年病毒测试包被从美国病理学院错误的发往世界各地。大多数含有这个流感病毒的测试包未被收件人重視，因此从加拿大的一个实验室中病毒樣品遭到外洩。美国病理学院的任务在于帮助其它试验室鉴别未被鉴别的病毒样品，但是当时它的合作私人试验室错误地将1957年的病毒当作新的流感A系病毒送出。美国政府将1957年的病毒看作是致命性的，因此要求收件人销毁这些病毒。